# 风铃玉
风铃玉，又称弗氏肉锥花（Ophthalmophyllum friedrichiae），是番杏科肉锥花属多肉植物。主要分布在纳米比亚的大纳马夸兰地区。风铃玉的表皮非常的薄，顶端圆凸。开花期通常为每年的9月份一11月初，颜色为白色。如果生长环境恶劣，那么风铃玉就不会开花。风铃玉可作为一种观赏性植物进行栽培。